# Mokrzeszów
Mokrzeszów is een plaats in het Poolse district  Świdnicki (Neder-Silezië), woiwodschap Neder-Silezië. De plaats maakt deel uit van de gemeente Świdnica en telt 1100 inwoners.